# A Bright Shining Lie – Die Hölle Vietnams
A Bright Shining Lie (Vietnam – die letzte Rettung) ist ein US-amerikanischer Kriegsfilm von Terry George aus dem Jahr 1998. Der Fernsehfilm beruht auf wahren Begebenheiten und ist eine Filmadaption der Biografie Die große Lüge. John Paul Vann und Amerika in Vietnam von Neil Sheehan aus dem Jahr 1988.

## Handlung
Vietnam ist nach dem Sieg über Frankreich in eine Nord- und Südhälfte geteilt. Der Norden wird von den kommunistischen Rebellen kontrolliert, der Süden ist Territorium der vietnamesischen Regierung. Am 23. März 1962 trifft Lieutenant Colonel John Paul Vann als einer von 11.000 Kriegsberatern in Saigon im Süden Vietnams ein. Die USA unterstützen die vietnamesische Regierung im Kampf gegen die Vietcong.
Dort lernt er den Journalisten Steven Burnett von der New York Times kennen. Während seiner Arbeit wird ihm allmählich bewusst, dass die vietnamesischen Befehlshaber andere Ziele verfolgen und der eigentliche Konflikt mit den Vietcong für das vietnamesische Militär in den Hintergrund rückt. Am 2. Januar 1963 kommt es unter dem Kommando von Vann bei Ap Bac zu einer Schlacht mit den gut vorbereiteten Kommunisten. Die USA haben große Verluste zu verzeichnen, auch deshalb weil sich die vietnamesischen Soldaten zurückziehen. Nachdem er bemerkt, dass in der offiziellen Kriegsmeldung die Niederlage in einen Sieg umgemünzt und er von seinem Vorgesetzten zur Loyalität aufgerufen wird, berichtet er dem Journalisten Steven Burnett die Wahrheit. Tief enttäuscht setzt er damit seine militärische Karriere aufs Spiel. Die USA beliefern die vietnamesischen Bauern mit Waffen, die diese jedoch an den Vietcong weitergeben. Somit kämpft das US-Militär Vanns Meinung nach gegen seine eigenen Waffen.
Wenige Wochen später ist Vanns Einsatz in Vietnam beendet und er kehrt in die USA zurück. Dort referiert er über die Wahrheit des Vietnamkriegs und will den Krieg mit der Unterstützung der südvietnamesischen Bauern gewinnen, indem er sie mit dem Grundnahrungsmittel Reis und infrastruktureller Unterstützung versorgt. Somit hätten die Kommunisten ihre Basis im Süden verloren. Als der Generalstab ihn jedoch fallen lässt, quittiert er den militärischen Dienst. Er nimmt einen normalen Bürojob an, ist aber sehr unglücklich und immer noch von Vietnam besessen. Nach unzähligen Bittstellungen wird er am 20. März 1965 als Leiter eines zivilen Hilfsprogramms wieder nach Vietnam entsendet. Er soll dort mit der Unterstützung des örtlichen Regionalkommandanten Dinh ein Dorf betreuen. Vann hat nun die Möglichkeit, seine Vorstellungen von der Hilfe für die Bauern umzusetzen. Als es jedoch zu einer Konfrontation mit Dinh kommt, der die Amerikaner hasst und mit den Vietcong sympathisiert, lässt Dinh das gesamte Dorf dem Erdboden gleichmachen.
Vann wird nach Saigon als militärischer Berater abberufen. Zur Beerdigung seiner ungeliebten Mutter muss er kurzfristig zurück in die Heimat. Seine Frau Mary Jane reicht die Scheidung ein, weil sie seiner zahlreichen sexuellen Eskapaden überdrüssig ist. Zurück in Vietnam weist Vann General Westmoreland darauf hin, dass es Informationen über eine geplante Saigon-Offensive der Vietcong gibt. Dieser ist jedoch anderer Meinung. Am 30. Januar 1968 kommt es tatsächlich zu offenen Kampfhandlungen in Saigon, die die US-Amerikaner mit Mühe niederschlagen können. Vann ist rehabilitiert und wird als erster Zivilist mit dem Kommando von US-Truppen mit dem Status eines Generals betraut. US-Präsident Nixon hat derweil den Rückzug des US-Militärs bis Juni 1972 angeordnet, da sich die USA in einem Krieg befinden, den sie nicht gewinnen können.
Immer noch fest vom amerikanischen Sieg überzeugt plant Vann im Juni 1972 eine Offensive in den Bergen von Kontum mit Napalmbomben. Nachdem im Kampf die südvietnamesischen Soldaten die US-Soldaten im Stich lassen, gibt Vann Befehl, ihre eigene Position bombardieren zu lassen, da die Vietcong wenige hundert Meter entfernt sind. Er trägt einen glorreichen Sieg davon und wird hierfür geehrt. Auf dem Rückflug in einem Helikopter nach Saigon am 9. Juni 1972 stürzt Vann in einem Unwetter ab und stirbt. Er wird am 16. Juni 1972 mit allen militärischen Ehren auf dem Nationalfriedhof Arlington beerdigt.

## Kritik
„Kriegerisches Biopic vor dem Hintergrund der Kriegsfilmwelle Ende der 1990er-Jahre. Getragen vom guten Hauptdarsteller, scheut sich der Film über die überzeugenden Actionszenen hinaus auch nicht vor bohrenden Fragen nach den politischen Hintergründen des militärischen Konflikts.“

„Eine wahre Geschichte basierend auf dem gleichnamigen Bestseller von Neil Sheehan erzählt dieses fesselnde, erhellende und überdies recht actiongeladene Vietnamdrama, dessen Qualitäten sich trotz TV-Herkunft (HBO) nicht hinter denen eines Hollywoodkriegsfilms aus der zur Entstehungszeit akut rollenden WWII-Welle zu verstecken brauchen. Bill Paxton, zuletzt als mordender Papi in ‚Frailty‘ überzeugend, liefert eine der charismatischsten Vorstellungen seiner Karriere und erhält Gesellschaft von versierten Nebendarstellern.“